# Щур Володимир Іванович (скульптор)
Володи́мир Іва́нович Щур (нар. 22 лютого 1953, Паришків) — український скульптор.

## Біографія
1968 року закінчив восьмирічну сільську школу і вступив до Остерського будівельного технікуму. 1972 року здобув професію будівельника. Працював на різних об'єктах до 1974 року. В липні 1977 року був зарахований на перший курс Київського державного художнього інституту (нині Національна академія образотворчого мистецтва і архітектури) на скульптурний факультет. Після закінчення працював на Миколаївському художньо-виробничому комбінаті скульптором до 1987 року. На початку 1988 року переїхав до Києва. З того часу створив майже сотню робіт, серед яких портрети, фігури, меморіальні дошки, рельєфи.

## Вчителі
Борисенко Валентин Назарович, Вронський Макар Кіндратович, Чепелик Володимир Андрійович, Савельєв Мар'ян Іванович.

## Професійне членство
- Член Національної спілки художників України.

## Найвідоміші роботи

### Пам'ятники
- «Оголений чоловік» — 1982
- «Рафаель за роботою» — 1983
- «Грецький воїн» — 1991 (Біла Церква, парк Олександрія)
- «Меркурій» — 1992
- «Паніковський» — 1997—1998 (Київ)
- «Проня Прокопівна та Голохвастов» — 1999 (Київ)
- «Леонід Биков» — 2001 (Київ)
- «Студенти» — 2002—2007 (Київ)
- «Владислав Городецький» — 2004 (Київ)
- «Мотор» («Довженко та Демуцький») — 2004—2008 (встановлений у 2024 на території кіностудії імені Довженка)
- «Олена Теліга» — 2008—2009 (Київ)

### Меморіальні дошки

Меморіальна дошка Ірині Молостовій та Борису Каменьковичу, 2011

- меморіальна дошка Ірині Молостовій та Борису Каменьковичу, 2011;
- меморіальна дошка митрополиту Василю Липківському
- меморіальна дошка Патріарху Мстиславу[1]
- меморіальна дошка Володимиру Копєйчикову
- меморіальна дошка Тарасу Шевченку
- меморіальна дошка Володимиру Міяковському
- меморіальна дошка-погруддя Василеві Стусу (2024)[2].

### Портрети
- Вчитель Савельєв. Бронза. Розмір: 36х20х23
- Ірина Здорик. Гіпс. Розмір: 55х36х28
- Анатолій Марчук. Бронза. Розмір: 34х19х23